# 艾塔斯卡鎮區 (堪薩斯州謝爾曼縣)
艾塔斯卡鎮區（英語：Itasca Township）是位於美國堪薩斯州謝爾曼縣的一個行政鎮區。

## 地方資料
艾塔斯卡鎮區的面積為87.35平方千米，當中陸地面積為87.35平方千米，而水域面積為0.00平方千米。根據2010年美國人口普查的數據，當地共有人口294人，而人口密度為每平方千米3.37人。

## 外部連結
- US-Counties.com
- City-Data.com （页面存档备份，存于）